# I Marcellini
I Marcellini, anche noti come I 5 Marcellini, sono stati un gruppo vocale e strumentale italiano attivo tra il 1955 e il 1962.

## Storia
Il gruppo nasce a Milano quando i cinque sono ancora al liceo: Pace, Di Caprio e Maniga sono compagni di classe; il nome nasce dal film Marcellino pane e vino, grande successo del 1955.
Iniziano presto a suonare nei locali della loro città, ed alla fine dell'anno ottengono un contratto con la CGD, casa discografica fondata qualche anno prima da Teddy Reno, per cui incidono diversi 45 giri.
Tra i loro successi ricordiamo Pura, Pazzo d'amore, e le loro versioni di Marina e Kriminal tango di Piero Trombetta.
Hanno effettuato numerosi tour, anche all'estero (specialmente in Spagna e Sud America).

Nella formazione ha suonato anche, per meno di due anni, il torinese Lorenzo Schellino, che avrà poi una carriera solista come cantante protodemenziale con il nome d'arte Riz Samaritano.
Hanno collaborato anche ad alcune incisioni di Anna D'Amico: suonano ad esempio nella canzone Dovunque, che la cantante milanese incide nel 1960, ed in altri brani del periodo.

Dopo lo scioglimento del gruppo, Daniele Pace intraprenderà la carriera di paroliere, mentre il saxofonista Livio Gusmitta, con il nome d'arte di Tito Livio, inizierà una carriera da solista incidendo alcuni 45 giri per la Jolly nella prima metà degli anni '60, che passeranno però inosservati.
Giancarlo Maniga, dopo lo scioglimento del gruppo, laureatosi in Legge, è diventato penalista. Continua la sua passione canora e dal 1998 fa parte del Coro Sinfonico di Milano Giuseppe Verdi.

## Formazione
- Daniele Pace: voce, chitarra
- Franco Duranti: voce, basso
- Livio Gusmitta: voce, sax
- Silvio Cascitelli: pianoforte
- Franco Cipolloni: chitarra (1957-1959)
- Umbertino Di Caprio: batteria (1955-1959)
- Lorenzo Schellino: voce (1958-1960)
- Giancarlo Maniga: voce, contrabbasso

## Discografia

### Singoli
- 1959 - Su nel ciel/Tu, lei, lui (RGE, CS 70.057, 7" - pubblicato in Brasile)
- 1960 - Marina/Kriminal tango (CGD, N 9161, 7")
- 1960 - Un bacio/Primavera Fox Mod (CGD, N 9173, 7")
- 1960 - Dovunque/?Un bacio e... con Anna D'Amico (CGD, N 9174, 7")
- 1960 - Pazzo d'amore/Pura (CGD, N 9201, 7")
- 1960 - Estate/Pazzo-pazzo, crazy-crazy (CGD, N 9229, 7")
- 1960 - La luna/Birimbo birambo (CGD, N 9237, 7")
- 1961 - Su nel cielo/Tu, lei, lui (CGD, N 9262, 7")